# Пащак Петро Васильович
Петро́ Васи́льович Пащак (14 червня 1895, Бонарівка — 1986, Горішнє Залуччя, Снятинський район, Івано-Франківська область) — український військовий і громадсько-церковний діяч (дяк) з Замішанщини, журналіст, поет. Батько діяча ОУН Ярослава Пащака.
Учасник Першої та Другої світових воєн, а також польсько-радянської війни (1920).

## Життєпис
Народився в селі Бонарівка 14 червня 1895 року в родині Василя і Марії Пащаків. Закінчив 4 класи сільської школи в Красній.
З 1909 року співав у церковному хорі села Бонарівка. Через хвороби та злидні не мав змоги навчатись у гімназії в Перемишлі.
До 1914 року на життя заробляв грою на кларнеті на весіллях у селах Стрижівського і Кросненського повітів.
У серпні 1914 році призваний в лави Австро-Угорської армії.
Наприкінці серпня — на початку вересня 1914 року потрапив у російський полон південніше Перемишля.
Полон відбував на Уралі, в Сибіру та Казахстані, в тому числі в Тобольську і в Петропавловську.
У 1916—1917 році працював на шахті в Кураховому Катеринославської губернії. На початку 1918 року зміг повернутись в рідні краї.
З липня 1919 по 10 лютого 1921 року — служив у збройних силах Другої Речі Посполитої.
Брав участь у боях поблизу Полоцька на території Білорусі під час польсько-радянської війни, а згодом дістав посаду кухара в одній із піхотних частин. Військову службу закінчив у Варшаві на посаді батальйонного кухара 10 лютого 1921 року.
З 1921 по 1945 рр. — дяк церкви Покрови Пресвятої Богородиці в селі Бонарівка. Займався активною самоосвітою.
Особливо активно здійснював громадсько-культурну діяльність у Бонарівці в часи пароха Івана Клюфаса.
У 1925—1928 рр. — активний дописувач та співробітник коломийської газети «Голос Дяків».
У вересні 1939 року вдруге призваний в лави армії Другої Речі Посполитої. Через кілька тижнів потрапив у полон у районі Рави-Руської.
На початку жовтня 1939 року відпущений з полону в Кракові. 20 жовтня 1939 року повернувся в Бонарівку, де й жив до 1945 року.
У травні 1945 року, як і всі замішанці, з села Бонарівка був депортований на Прикарпаття, куди і прибув 2 червня 1945 року на станцію Снятин.
З 1945 і до 1986 року проживав у селі Горішнє Залуччя Снятинського району Івано-Франківської області УРСР.
В 1984 році став вдівцем. Помер на 91-му році життя в 1986 році. Похований у селі Горішнє Залуччя на Снятинщині.

## Творчість
У 2021 році коломийський адвокат Ігор Солтис упорядкував рукопис мемуарів П. Пащака під назвою «Спомини з життя моєго».